# New York Film Critics Circle Awards 1943
La 9ª edizione della cerimonia dei New York Film Critics Circle Awards, annunciata il 28 dicembre 1943,  ha premiato i migliori film usciti nel corso del 1943.

## Vincitori

### Miglior film
- Quando il giorno verrà (Watch on the Rhine), regia di Herman Shumlin

### Miglior regista
- George Stevens - Molta brigata vita beata (The More the Merrier)

### Miglior attore protagonista
- Paul Lukas - Quando il giorno verrà (Watch on the Rhine)

### Miglior attrice protagonista
- Ida Lupino - The Hard Way

### Menzione speciale
- Report from the Aleutians, regia di John Huston
- Why We Fight - serie di film